# جاو يون
ولد جاو يون في عصر الممالك الثلاث بعد أن ظهر المتمرد جانق جياو الذي حاول أن يسقط سلالة هان التي كانت تحكم الصين آنذاك وأن يحكم الصين.
كان جاو يون يخدم القائد جنسون زان وبعد ذلك أصبح يخدم ليو باي، وفي معركة شانج بان تمكن جاو يون وحده من أن ينقذ ابن ليو باي بشجاعة من جيش تساو تساو.
قاتل جاو يون في معارك عدة مع ليو بي وساعده في أن يصبح امبراطورا لمملكة شو.
في معركة يي لينغ كان ليو باي يريد أن يهاجم جيش وو لينتقم لـ كوان يو وجاو يون عارضه لكن ليو باي لم يستمع له وخاض المعركة وخسر خسارة فادحة فمات جاو يون.